# Leche de café
La leche de café es una bebida de la gastronomía de Estados Unidos hecha a base de leche y sirope con extracto de café. En el estado norteamericano de Rhode Island se la considera su bebida más representativa.

## Historia
La elaboración de la leche de café se inició en Rhode Island a principios de la década de 1930, seguramente, a partir de la llegada entre los siglos siglo XIX y siglo XX de inmigrantes italianos que introdujeron su costumbre de tomar el café con bastante leche y azúcar. 
En el primer tercio del siglo XX comenzó a servirse en los despachos de refrescos de Rhode Island.
Parece que la bebida apareció tras la inquietud de algunos locales por atraer nuevos clientes con bebidas nuevas, creando un jarabe de café azucarado. Con el tiempo, el consumo de esta bebida, comercializada por diversas empresas, ha sido tan grande que, en 1993 desplazó a la hasta entonces hegemónica limonada helada como el refresco más popular de Rhode Island.